# Nyárlőrinc
Nyárlőrinc är en ort i Ungern.   Den ligger i provinsen Bács-Kiskun, i den centrala delen av landet, 100 km sydost om huvudstaden Budapest. Nyárlőrinc ligger 102 meter över havet och antalet invånare är 2 384.
Terrängen runt Nyárlőrinc är mycket platt. Runt Nyárlőrinc är det ganska tätbefolkat, med 54 invånare per kvadratkilometer. Närmaste större samhälle är Kecskemét, 15,1 km väster om Nyárlőrinc. Omgivningarna runt Nyárlőrinc är en mosaik av jordbruksmark och naturlig växtlighet.